# Complicated (canção de Rihanna)
"Complicated" é uma canção da cantora barbadense Rihanna, gravada para o seu quinto álbum de estúdio Loud. Foi escrita e produzida pelos músicos norte-americanos Tricky Stewart e Ester Dean. A sua gravação decorreu em 2010 nos Westlake Recording Studios e Larrabee Sound Studios, em Los Angeles, na Califórnia. Embora não tenha recebido lançamento como single, devido às vendas digitais após o lançamento do disco, conseguiu entrar e obter a 50.ª posição como melhor na tabela musical da Coreia do Sul, South Korea Gaon International Chart. 
A canção deriva de origens estilísticas do dance-pop, hip-hop e trance, consistindo no uso de sintetizadores, percussão, bateria, e ainda em acordes de piano e guitarra. Liricamente, a artista fala sobre as complicações existentes nas relações amorosas, bem como a maneira da protagonista conseguir experimentar mudanças de humor, nas quais os seus sentimentos se alteram frequentemente em relação ao seu amante". "Complicated" recebeu críticas positivas, sendo que os analistas consideraram a faixa uma das melhores do disco Loud, e ainda prezaram o desempenho vocal de Rihanna.

## Antecedentes
Em março de 2010 a MTV confirmou que o processo de elaboração de Loud iniciou-se em fevereiro, prolongando-se por seis meses e coincidindo com a digressão Last Girl on Earth Tour e as gravações do filme que marcou a sua estreia no cinema, Battleship. No mês de lançamento do álbum, numa entrevista com Sway Calloway para o canal televisivo MTV, Rihanna explicou o significado e conceito de "Complicated" e de como é aplicável tanto às mulheres como aos homens. A cantora explicou o seguinte:
| “ | [Complicated] não é uma coisa sexual. Não é como se apenas as mulheres pudessem cantar e relacionar-se com esta música, porque é uma algo individual e, por vezes, às vezes [sic] [os] homens são muito complicados e, novamente, também nos podem considerar complicadas. Mas tudo depende do indivíduo, porque nem todas as mulheres acham que o amor é complicado e nem todos os homens pensam isso, mas existem algumas mulheres e alguns homens que acreditam firmemente que o amor é muito complicado. As mulheres são as primeiras a dizer: "A culpa é tua", mas na maioria das vezes é assim mesmo. Mas os homens também são excelentes em virar essa [merda] contra nós, fazendo-nos acreditar que estamos erradas por algo que nem sequer fazemos. No final do dia, o amor é complicado. | ” |

## Estilo musical e letra
"Complicated" é uma canção de tempo moderado que incorpora elementos de estilo dance-pop, hip-hop e trance, produzida por Tricky Stewart e Ester Dean. A sua gravação decorreu em 2010 nos Westlake Recording Studios e Larrabee Sound Studios, em Los Angeles, na Califórnia. O seu instrumental consiste no uso de sintetizadores e "explosões crepitantes" de percussão e bateria. O tema também inclui acordes de piano e de guitarra. Emily Mackay da revista NME descreveu a obra como "um número limpo e afiado de dance-pop, apoiado por uma escura batida de hip-hop".
A letra foi elaborada também por Stewart e Dean. De acordo com a partitura publicada pela Universal Music Publishing Group, a música foi escrita em compasso simples, num andamento moderado de balada eletrónica com um metrónomo de 140 batidas por minuto. Composta na chave de lá menor com o alcance vocal que vai desde da nota baixa de sol, para a nota de alta de dó. Chad Grischow do portal IGN afirmou que Rihanna parece que está a gritar os vocais durante o gancho, citando que a faixa possui uma "batida de dance nervosa". Contudo, Grischow comentou que a cantora parece mais agradável de ouvir durante os versos, escrevendo: "A música, na verdade, soa muito bem quando a luz, os versos corajosos, estão a ser silenciosamente construídos até ao gancho, permitindo-lhe cantar em vez de gritar". Liricamente, a artista fala sobre as complicações existentes nas relações amorosas, bem como a maneira da protagonista conseguir experimentar mudanças de humor, em que os seus sentimentos alternam frequentemente em relação ao seu amante".

## Receção crítica

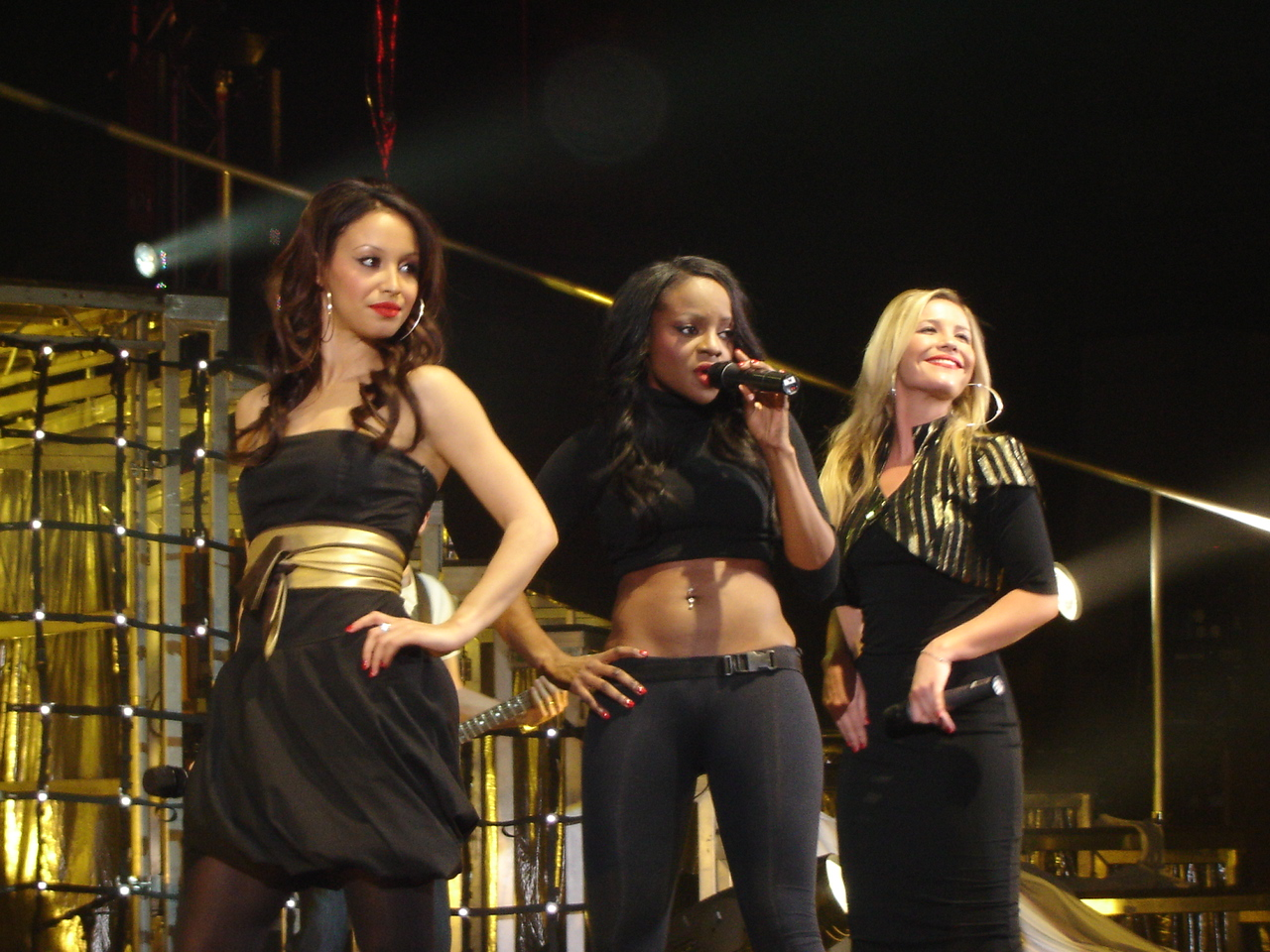
Emily Mackay da revista New Musical Express considerou que um dos versos presente na letra da canção era semelhante ao trabalho da banda inglesa feminina Sugababes (foto).

As críticas atribuídas ao tema foram positivas, sucedidas ao lançamento de Loud, em que grande parte dos avaliadores acabaram por prezar a sua produção. Emily Mackay da NME considerou que o verso "Porque fazes com que te amar seja tão difícil? Odeio" presente na letra era semelhante ao trabalho da banda inglesa feminina Sugababes. Steve Jones do diário USA Today observou que as opiniões de Rihanna sobre os homens não estão apenas presentes em "Complicated", mas sim que é um tema recorrente em todo o projeto, escrevendo: "Em mais do que uma ocasião, ela deixa claro que gosta dos seus homens complicados e que podem esperar que seja ela mesma". Jon Parales do jornal The New York Times adjetivou a melodia como "emocional" e considerou um dos destaques do CD. Leah Greenblatt da Entertainment Weekly comentou que a "sirene espiral da pista de dança" embutida no primeiro single, "Only Girl (In the World)", foi transportada para a música. Greenblatt continuou a sua análise e elogiou a performance vocal de Rihanna, afirmando o seguinte: "Mesmo ao dizer a um homem obstinado o quão difícil é amá-lo, ela soa quase flutuante, com os seus vocais recém-expandidos e ansiosos para escalar batida de casa de alta altitude". Andy Kellman da Allmusic realizou uma crítica negativa à canção, considerando-a "desordenada" em relação ao disco.
Colin Gentry da estação de televisão 4Music nomeou a faixa como um dos destaques do álbum, concluindo que a cantora derrama o seu coração para o ouvinte enquanto canta sobre a intensidade do seu "desespero". Nima Baniamer do Contactmusic.com também prezou o desempenho vocal da artista e também gostou de "California King Bed", confidenciando que "[era] como regressar aos clássicos de discoteca". "Faixas como California King Bed e Complicated são ambas singles emocionais que revelam os vocais surpreendentemente brilhantes de Rihanna", concluiu Baniamer. A analista também expressou que seria uma "paródia" se a música não fosse escolhida como faixa de trabalho do disco. Genevieve Koski do jornal The A.V. Club foi cortês na sua análise, elogiando o tema e também "What's My Name?", afirmando o seguinte: "O seu patoá borbulhante eleva os sabores genéricos de R&B e Euro-dance de 'What's My Name' e 'Complicated', respectivamente". Contudo, Bill Lamb do portal About.com foi mais crítico em relação à obra, rotulando-a, à semelhança de Andy Kellman, como "desordenada" e o foco mais negativo em todo o trabalho discográfico.

## Desempenho nas tabelas musicais
A faixa conseguiu entrar no 50.º lugar da tabela musical da Coreia do Sul, Gaon International Chart, após o lançamento do disco.

### Posições
| Tabela musical (2010)                    | Melhor posição |
| ---------------------------------------- | -------------- |
| Coreia do Sul - Gaon International Chart | 50             |

## Créditos
Todo o processo de elaboração da canção atribui os seguintes créditos pessoais:
- Rihanna – vocalista principal;
- Tricky Stewart - composição, produção;
- Ester Dean - composição, produção;
- Brian Thomas - gravação musical;
- Andrew Wuepper - gravação musical;
- Kuk Harrell - produção e gravação vocal;
- Josh Gudwin, Marcos Tovar - gravação vocal;
  - Bobby Campbell - assistência;
- Jaycen Joshua - mistura;
  - Jesus Garnica - assistência de mistura.